# Гевгелийски хамам
Гевгелийският хамам (на македонска литературна норма: Гевгелиски амам) е стара османска баня в град Гевгели, Република Македония, днес художествена галерия, част от Националната институция музей - Гевгели. Хамамът е сред най-забележителните паметници на Гевгели. В 2003 година е обявен за паметник на културата.
Хамамът е изграден в началото на XIX век. Разположен е в центъра на града, северно от чаршията и западно от автогарата. С пари на Министерството на културата и побратимената с Гевгели турска община Карач в 2013 година завършва пълна реставрация на хамама и той е превърнат в художествена галерия, част от Гевгелийския музей. Банята е запазила първоначалния си изглед с два купола, обковани с мед – с главно помещение с огромен централен мраморен постамент и странични седалки и с малка приемна.